# 潛行狙擊
《潛行狙擊》（英語：Lives of Omission）是香港電視廣播有限公司(TVB)製作的時裝警匪電視劇，全劇共30集。该剧由謝天華、黃宗澤、陳法拉及徐子珊領銜主演，劉松仁、張國強、江美儀、黃智賢、郭政鴻、歐陽靖、黃智雯、韓馬利聯合演出，并由莊偉建担任监制。
本劇為《學警系列》第二部衍生作品，源起于謝天華在《學警狙擊》中飾演的警方臥底“梁笑棠”（Laughing哥）大受歡迎。作为第十五屆香港國際影視展获無綫電視推介的六部重頭劇集之一，其后续推出电影续作《Laughing Gor之潛罪犯》。
值得关注的是，該劇與《溏心風暴之家好月圓》(2008)、《燦爛的外母》(2017)、《救妻同學會》(2018)并列無綫電視史上“拍攝完成至首播间隔最短”的劇集（若不計播映時尚未完成拍摄的《大時代》，前後仅相隔一個月）。

## 演員表

### 警務處及刑事情報科（CIB）
| 演員   | 角色   | 暱稱／關係 |
| 高俊文 | 包振雄 | 包Sir 總警司 鞏家培之上司 |
| 劉松仁 | 鞏家培 | 鞏Sir、Harry 高級警司 莫芳琪之夫 鞏樂勤之父，與其不和 莫一烈、莫威利之堂妹夫 曾為「福和」臥底前頭目兼袁君嵐之情夫并出賣其令其入獄20年，後為其男友 包振雄之下屬 周望晴之上司兼師傅 |
| 陳法拉 | 蕭凱倫 | Karen 大學生 蕭卓孝之亡妹 梁笑棠之亡前女友 因誤中一槍而去世 參見電影《Laughing Gor之變節》 （只是於梁笑棠之回憶中出現） |
| 陳法拉 | 周望晴 | Jodie、Madam Jo A、C隊副主管 CIB高級督察 何秀美之女 鞏家培之下屬兼徒弟 梁笑棠之上司，後為其女友，後為其未婚妻 司徒凱、蒙心凌、楊立青、孫少、郭定天、林寶甜之上司 於第6集險被莫威利強姦 於第30集被蘇星柏槍傷、被其從高處推下并拒救殉職，安葬於浩園 |
| 謝天華 | 梁笑棠 | Laughing哥、Laughing Sir A隊隊長 警署警長，編號66715 臥底 鄭國生之前下屬 周望晴之下屬，後為其男友，後為其未婚夫 司徒凱之好友 蒙心凌、楊立青、孫少、郭定天、林寶甜之上司 利用丁敏 蘇星柏之前跟進人，曾反目，後成拍擋，最后成为天敌 於第16集被革職及入獄 於第17集成功打入「義豐」，成為警方臥底 於第29集險被鄧國彬炸死，幸得鞏家培相救 於第30集回歸警隊 於第30集表面上槍殺蘇星柏被判終身監禁，實際上是故意進入監獄進行臥底任務（參見電影《Laughing Gor之潛罪犯》） |
| 郭政鴻 | 司徒凱 | 狗頭 C隊（跟蹤組）隊長 警署警長 周望晴之下屬 梁笑棠之好友 蒙心凌之暗戀對象 蒙心凌、楊立青、孫少、郭定天、林寶甜之上司 於第26集因欠債及幫黑社會做事而遭撤職 |
| 黃智雯 | 蒙心凌 | Vicky、阿檬、檬粉 警員兼臥底 周望晴、梁笑棠、司徒凱之下屬 暗戀司徒凱 楊立青之暗戀對象 |
| 歐陽靖 | 楊立青 | 蠟青 警員兼臥底 周望晴、梁笑棠、司徒凱之下屬 Yoyo、林寶甜之暗戀對象 暗戀蒙心凌 於第20集成功打入「義豐」，成為警方臥底 於第30集回歸警隊 |
| 周志康 | 孫少   | 少 原名方俊 警員兼臥底 周望晴、梁笑棠、司徒凱之下屬 方俊龍之孿生弟弟 於第13集被梁笑棠指派成為臥底，並與孿生哥哥方俊龍相認 於第15集被蘇星柏發現其為臥底後，被其插傷及注射大量毒品導致昏迷 於第16集蘇醒但全身癱瘓 於第30集康復後，回歸警隊任文職 |
| 林穎彤 | 林寶甜 | Bubble 警員 周望晴、梁笑棠、司徒凱之下屬 暗戀楊立青 |
| 羅鈞滿 | 郭定天 | T Two 警員兼「義豐」臥底 莫一烈之契子 周望晴、梁笑棠、司徒凱之下屬 於第25集因被揭發串通莫一烈而被捕及撤職 |
| 麥嘉倫 | 章文波 | Bunny 監聽組組長 A隊副隊長 警長 周望晴、梁笑棠之下屬 |
| 夏竹欣 | 譚海倫 | Helen 副指揮官 督察 鞏家培、周望晴之下屬 |
| 羅天宇 | 彭鈞銘 | 雪橇 跟蹤組同事 |
| 陳宛蔚 | 王妙芬 | 八哥 跟蹤組同事 |
| 何俊軒 | 戚梓庭 | 沙皮 跟蹤組同事 |
| 李 豪  | 杜英良 | 臘腸 跟蹤組同事 |
| 湯俊明 | 湯右全 | 大丹 跟蹤組同事 |
| 顏桂洲 | 丁劍濤 | 監聽組成員 |
| 潘宗揚 | 車啟光 | 監聽組成員 |
| 王德基 | 冼浩明 | 監聽組成員 |
| 趙樂賢 | 黃天樂 | 監聽組成員 |
| 陳偉洪 |        | 跟蹤支援隊成員 |
| 馬貫東 |        | 跟蹤支援隊成員 |
| 王致迪 |        | 學員 |
| 鍾鈺精 |        | 學員 |
| 王東泰 |        | 學員 |
| 鄭子揚 |        | 學員 |
| 黃耀煌 |        | 學員 |

### 有組織罪案及三合會調查科（O記）
| 演員   | 角色   | 暱稱／關係                                               |
| 鍾志光 | 翁永堅 | 翁Sir 警司 汪子勁之上司 許振雄、鞏家培之同事             |
| 黃子恆 | 汪子勁 | 汪Sir 高級督察 翁永堅之下屬 周望晴、梁笑棠、司徒凱之同事 |
| 呂 熙  |        | 警員                                                     |
| 楊鴻俊 |        | 警員                                                     |
| 裘卓能 |        | 警員                                                     |
| 姚 兵  |        | 警員                                                     |
| 林日昇 |        | 警員                                                     |
| 陳振業 |        | 警員                                                     |
| 方紹聰 |        | 警員                                                     |
| 林秀怡 |        | 警員                                                     |
| 岑潔儀 |        | 警員                                                     |
| 黃得生 |        | 警員                                                     |

### 其他警察
| 演員   | 角色   | 暱稱／關係                          |
| 何偉業 |        |                                     |
| 傅劍虹 |        |                                     |
| 郭卓樺 | 張磊落 | 軍裝警察                            |
| 侯建民 | 傅偉剛 | 軍裝警察                            |
| 林國輝 |        | 軍裝警察                            |
| 姚浩政 |        | 軍裝警察                            |
| 方紹聰 |        | 軍裝警察                            |
| 鄭詠謙 |        | 軍裝警察                            |
| 林影紅 | 蕭美華 | 軍裝女警                            |
| 李 嘉  |        | 香港警察學院教官                    |
| 杜 港  |        | 香港警察學院教官                    |
| 魏焌皓 |        | 香港警察學院學警                    |
| 李興華 |        | 香港警察學院學警                    |
| 劉秉賓 |        | 香港警察學院學警                    |
| 司徒暉 |        | 香港警察學院學警                    |
| 王東泰 |        | 香港警察學院學警                    |
| 鄭子揚 |        | 香港警察學院學警                    |
| 蔡曜力 |        | 公安                                |
| 張劍雄 |        | 公安                                |
| 姜克誠 |        | 公安隊長                            |
| 曾玉娟 |        | 便衣警員 向四喜財務公司放蛇假扮借貸 |

### 黑社會社團「義豐」
- 於第30集被瓦解

| 演員   | 角色   | 暱稱／關係 |
| 張國強 | 莫一烈 | 烈哥、阿烈 坐館 莫威利、莫芳琪之堂哥 丁敏之情夫，後反目 馮應駒之客戶 郭定天之契爺 于第20集殺害劉長祿 于第23集被蔡慶發及蘇星柏聯手派人殺害 |
| 袁嘉敏 | 丁 敏  | 敏姐 義豐大嫂 莫一烈之情婦，後反目 被梁笑棠利用 於第23集被捕後成為特赦證人，最後以另外一個身份送往外國 于第30集聯絡交代離開義豐 |
| 黃宗澤 | 蘇星柏 | Michael、跛Co、威Co、阿Co 古惑仔、前警方線人、花圈店打雜小弟、馬欖打雜、小頭目、頭目、坐館 「以太會」香港成員，負責毒品運輸 莫一烈之得力助手，後反目 姚可可之男友，後為丈夫 劉長祿之手下，後反目 梁笑棠之左右手，懼怕其，後反目，其後為天敵 鄧國彬之手下，後為天敵 何賜登之大佬 方俊龍之大佬，後反目 何賜登之暗戀對象 于第10集將自己大佬莫威利撞至重傷及輾跛一條腿而令其身亡 于第23集收買蔡慶發、後指使派人殺害莫一烈 于第26集毒殺李耀根 于第28集協助鄧國彬成功逃獄並得知梁笑棠為卧底 于第29集為救姚可可而故意將其槍傷 于第30集槍傷周望晴而令其由高處墮下身亡、最后表面上被梁笑棠槍殺，實被劉忠切槍殺（參見電影《Laughing Gor之潛罪犯》） |
| 黃智賢 | 鄧國彬 | 辣薑 頭目，義豐一人之下，實為臥底，後變節 鞏家培之下屬，後反目，於第29集和好 莫一烈之頭馬，後反目 蘇星柏之阿公，後為老大，後反目 梁笑棠、蘇星柏、莫威利之天敵 於第20集縱火企圖燒死梁笑棠未遂 于第23集被判入獄4年 於第28集在蘇星柏協助下成功逃獄 于第29集被聶家培和警方槍殺身亡（身中6槍） |
| 周志文 | 方俊龍 | 火龍、龍哥 「義豐」新紮頭馬 趙克之前頭馬 紅棍，社團最能打者 蘇星柏之左右手，後反目 孫少之孿生哥哥 于第16集決定冒著生命危險留港與孿生弟弟生活 于第30集聯絡交代離開義豐 |
| 楊證樺 | 堅     | 鄧國彬之手下 第15集受鄧國彬指使食物中毒後失蹤 於第30集被捕 |
| 羅鈞滿 | 郭定天 | T Two 黑警 莫一烈之契仔 于第25集因被揭發串通莫一烈而被捕及撤職 參見刑事情報科（CIB） |
| 謝天華 | 梁笑棠 | Laughing哥 頭目、CIB警署警長、警方臥底 周望晴之下屬，後為其男友 利用丁敏 蘇星柏之前聯絡人，曾反目，後成合作夥伴並將其收入麾下成為自己左右手，後再反目兼變成天敵 于第17集成功打入義豐 于第17集偽裝殺害雷彪而上位，成為當期義豐最猛之猛人 地位與鄧國彬平起平坐 名聲蓋過鄧國彬 于第19、20集被鄧國彬殺害未遂，成為天敵 於第30集回歸警隊 第30集為向周望晴報仇而槍殺蘇星柏，但表面上槍殺被判終身監禁，實際上是故意進入監獄進行臥底任務（參見電影《Laughing Gor之潛罪犯》，其實蘇星柏並非被梁笑棠槍殺） 參見刑事情報科（CIB） |
| 歐陽靖 | 楊立青 | 蠟青 小頭目、臥底 於第20集成功打入義豐 梁笑棠之左右手 于第30集回歸警隊 參見刑事情報科（CIB） |
| 洋     | 馮應駒 | Victor 大律師 莫一烈代表律師兼義豐法律顧問 姚可可之師傅，曾與她發生性關係 于第27集因失勢而被迫離開 參見其他演員 |
| 徐子珊 | 姚可可 | Paris 新晉大律師 于第27集成為義豐法律顧問 于第29集被蘇星柏故意槍傷，後來仍然生還 參見姚家 |
| 招石文 | 黎成富 | 富爺 叔父輩 於第30集被捕 |
| 李海生 | 沈燦水 | 水叔 叔父輩 於第30集被捕 |
| 黎彼得 | 李耀根 | 山根叔 叔父輩 説話帶有順德口音 于第26集遭蘇星柏設計誤同食威哥和舌下片而身亡 |
| 鄭恕峰 | 蔡慶發 | 发叔 叔父輩 于第23集被蘇星柏收買及指使殺害莫一烈 於第30集被捕 |
| 劉冠雄 | 詹洪志 | 詹叔、阿詹 世叔伯、頭目 經營賭外圍生意 於第25集被捕 演員名字被誤寫為劉冠維 |
| 王維德 | 趙 克  | Tank、坦克 頭目 金牌打手，為社團最能打者，莫一烈之得力手下兼保鑣 鄧國彬之老表及兄弟，于第25集派刀手企圖斬殺梁笑棠和蘇星柏未遂後被捕 |
| 張國洪 |        | 趙克之手下 於第25集被捕 |
| 楊潮凱 |        | 趙克之手下 於第25集被捕 |
| 黃耀煌 |        | 趙克之手下 於第25集被捕 |
| 黎桐康 |        | 趙克之手下 於第25集被捕 |
| 李鴻   | 李 雄  | 叔父輩 于第30集被捕 |
| 何啟南 | 何啟基 | 叔父輩 于第30集被捕 |
| 彭比得 | 陳雄飛 | 叔父輩 于第30集被捕 |
| 戴耀明 | 劉長祿 | 碌哥、符碌 普通會員 鄧國彬之手下 蘇星柏前老大，經常欺負他，後反目 經營殯儀行業 于第16集被捕 于第19集受鄧國彬指使勾結湖南幫 于第20集被莫一烈殺害 |
| 梁證嘉 | 胡志賢 | 鷄腎 鄧國彬、劉長祿之手下 蘇星柏之二叔，於第30集被捕 |
| 陳康健 | 吳錦忠 | 燉盅 鄧國彬、劉長祿之手下 蘇星柏之二叔，於第30集被捕 |
| 梁健平 | 莫威利 | 威利哥 頭目 莫一烈之堂弟兼頭馬 莫芳琪之堂哥 鄧國彬之天敵 蘇星柏之拜門老大 打跛蘇星柏一條腿 于第6集企圖強姦周望晴 于第10集被蘇星柏撞至重傷昏迷及輾跛一條腿 于第29集聯絡交代身亡 |
| 李啟傑 | 超     | 莫威利頭馬 被蘇星柏揼斷一隻手 於第11集被鄧國彬收買，給予他家人龐大費用而自殺身亡 |
| 卓 躒  | 財     | 莫威利之手下 於第9集被捕 |
| 葉 暐  | 聲     | 莫威利之手下 於第9集被捕 |
| 潘卓明 |        | 色情場所老闆 莫威利之合作伙伴 於第9集被捕 |
| 夏玉麟 |        | 色情場所老闆 莫威利之合作伙伴 於第9集被捕 |
| 王華盛 |        | 色情場所老闆 莫威利之合作伙伴 於第9集被捕 |
| 譚俊雄 | 馬 騮  | 囚犯，前馬檻負責人 軍哥之兄弟，兩人被稱為「雙煞馬伕」 於第6集轉為警方線人 |
| 黃文標 | 軍     | 軍哥 鄧國彬之手下 鄧國彬馬檻負責人 馬騮之兄弟，兩人被稱為「雙煞馬伕」 於第10集被捕 |
| 沈震軒 | 何賜登 | 爆登 小頭目，同性恋者 金融公司老闆 蘇星柏之左右手，暗戀他 跟隨蘇星柏藏毒 于第15集發現孫少為臥底後把其毆打致重傷昏迷 于第30集被周望晴自衛槍擊而身亡 |
| 葉家泓 | 古耀武 | 何賜登之手下 於第30集被捕 |
| 鄭家俊 | 廖志成 | 何賜登之手下 於第30集被捕 |
| 朱敏瀚 |        | 何賜登之手下 於第30集被捕 |
| 溫家偉 |        | 何賜登之手下 於第30集被捕 |
| 白健恩 |        | 毒客 何賜登之手下 於第30集被捕 |
| 李岡龍 | 范振江 | 陳志勇、阿勇 假冒台灣商人、毒販、實為警長 假冒陳志勇以接近「義豐」 實為警方臥底調查鄧國彬、蘇星柏 鄧國彬之合作夥伴，後為蘇星柏之合作夥伴 於第16集被捕和自首 |

### 前黑社會社團「福和」
| 演員   | 角色   | 暱稱／關係 |
|        | 榮 亨  | 亨哥 曾為「福和」前坐館 袁君嵐之前夫 鄧泉、鞏家培之前大佬 因發現其妻子與鞏家培有私情而憤殺其鞏家培未遂 被袁君嵐殺害 被殺害後「福和」解散和離開                                                                        |
| 劉松仁 | 鞏家培 | 鞏Sir、Harry 曾為「福和」前頭目 袁君嵐之情夫、曾出賣其令其入獄20年，後為其男友 榮亨之前手下 參見刑事情報科（CIB） |
| 江美儀 | 袁君嵐 | 嵐姐、嵐姨（鞏樂勤的專稱） 釋囚、「台嵐小吃」老闆，後結業、「Beauty Secret」職員，後離職 前「福和」大家姐 鞏家培之情婦、曾被其出賣入獄20年，後為其女友 榮亨之前妻、殺害榮亨 張達橋之前頭目兼好友 何秀美、鞏樂勤之好友 |
| 陳榮峻 | 鄧 泉  | 泉哥 前「福和」手下 榮亨之前手下 於第18集因報仇以刀刺傷袁君嵐未遂反刺傷鞏家培 於第19集劫持張達橋以威脅袁君嵐 於第19集潛逃泰國                                                                                         |
| 林敬剛 | 張達橋 | 撻Q 曾為「福和」前會員 袁君嵐之前黑幫手下兼好友 |

### 周家
| 演員   | 角色   | 暱稱／關係                                                                                      |
| 韓馬利 | 何秀美 | 蘇菲 保險經紀 周望晴之母 袁君嵐之好友                                                           |
| 陳法拉 | 周望晴 | Jodie、Madam Jo 何秀美之女 於第30集被蘇星柏槍傷、被其從高處推下并拒救身亡 參見刑事情報科（CIB） |

### 巩家
| 演員   | 角色   | 暱稱／關係 |
| 劉松仁 | 巩家培 | 巩Sir、Harry 莫芳琪之夫 莫一烈、莫威利之堂妹夫 巩樂勤之父，與其不合 曾為「福和」前頭目兼袁君嵐之情夫、曾出賣其令其入獄20年，後為其之男友 參見刑事情報科（CIB） |
| 潘芳芳 | 莫芳琪 | 巩家培之妻 巩樂勤之母 莫一烈、莫威利之堂妹 患末期癌症 於第9集病逝                                                                                              |
| 狄易達 | 巩樂勤 | Aidan 中五學生、舞蹈員 巩家培、莫芳琪之子 阿風、袁君嵐之好友 於第30集到美國參加舞蹈比賽                                                                        |

### 姚家
| 演員   | 角色   | 暱稱／關係 |
| 梁舜燕 | 陳三妹 | 妹婆 姚可可之婆婆 陳秀慧之母 |
| 曾慧雲 | 陳秀慧 | 陳三妹之女 姚可可之母 於姚可可小時坐監 已去世 |
| 徐子珊 | 姚可可 | Paris 新晉大律師 蘇星柏之女友，後結婚成為其妻 「以太會」、「義豐」法律顧問 於第27集成為「義豐」法律顧問 於第28集設局令《爆周刊》記者被廉政公署拘捕 於第29集被蘇星柏故意槍傷，後來仍然生還 |

### 单元案件

#### 鄭國生被殺之謎（第1—5集）
| 演員   | 角色   | 暱稱／關係 |
| 王俊棠 | 羅 勝  | 勝哥 大陸人 賊王 悍匪 梁笑棠調查對象及老大 企圖械劫解款車失敗 槍傷鄭國生 信任梁笑棠 於第1集被梁笑棠枪傷                                                                        |
| 羅天池 | 馬榮森 | 炸彈森 悍匪 賊王 羅勝之手下 企圖械劫解款車失敗 揭發梁笑棠為臥底 於第1集因身上炸彈爆炸身亡                                                                                      |
| 陸駿光 | 葉 昌  | 阿昌 大陸人 羅勝之表弟兼手下 於第1集被警方槍傷 |
| 江富強 | 曹 強  | 細強 羅勝手下，於第1集被警方槍傷 |
| 曾守明 | 鄭國生 | 鄭Sir 前臥底 梁笑棠之前上司 曾向四喜財務公司借貸 於第1集被羅勝槍杀身亡 |
| 王 青  | 邵 喜  | 四喜 頭目 四喜財務公司負責人 借貸予鄭國生、爛命輝、臥底大寬 險些打死蘇星柏 於第5集被捕                                                                                         |
| 江梓瑋 |        | 邵喜之手下 於第5集被捕 |
| 謝卓言 |        | 邵喜之手下 於第5集被捕 |
| 計祥龍 | 爛命輝 | 四喜財務公司債仔 於第5集被捕 |
| 鄭世豪 | 越南仔 | 四喜財務公司收數人 殺害臥底大寬 於第5集被捕 |
| 陳珈穎 |        | 姚可可之助手 |
| 黃煒溏 |        | 賭檔莊家 |
| 魏惠文 |        | 急症室醫生 |
| 魏惠文 | 男店員 | |
| 鄺佐輝 |        | 法官 |
| 楊瑞麟 |        | 檢控官 |
| 何婷恩 | 李醫生 | 心理輔導師 梁笑棠之治療師 |
| 邱惠玲 |        | 小食店老闆 |
| 黎日楠 |        | 電腦店老闆 |
| 王致迪 |        | 客人 |
| 黎桐康 |        | 古惑仔 |
| 黎桐康 | 黑社會 | |
| 張景淳 |        | 古惑仔第2集 |
| 關浩揚 |        | 古惑仔第2集 |
| 蕭健楓 |        | 古惑仔第2集 |
| 陳澤友 | 甄建濤 | 黑幫大佬 |
| 鄧以豪 | 萬貴鴻 | 黑幫大佬 |
| 尹詩沛 | -      | 琴行職員 |
| 戴耀明 | 劉長祿 | 碌哥、符碌 普通會員 鄧國彬之手下 蘇星柏前老大，經常欺負他，後反目 經營殯儀行業 于第16集被捕 于第19集受鄧國彬指使勾結湖南幫 于第20集被莫一烈殺害                                |
| 梁證嘉 | 胡志賢 | 鷄腎 鄧國彬、劉長祿之手下 蘇星柏之二叔，於第30集被捕 |
| 陳康健 | 吳錦忠 | 燉盅 鄧國彬、劉長祿之手下 蘇星柏之二叔，於第30集被捕 |
| 沈震軒 | 何賜登 | 爆登 小頭目，同性恋者 金融公司老闆 蘇星柏之左右手，暗戀他 跟隨蘇星柏藏毒 于第15集發現孫少為臥底後把其毆打致重傷昏迷 于第30集被周望晴自衛槍擊而身亡                             |
| 梁健平 | 莫威利 | 威利哥 頭目 莫一烈之堂弟兼頭馬 莫芳琪之堂哥 鄧國彬之天敵 蘇星柏之拜門老大 打跛蘇星柏一條腿 于第6集企圖強姦周望晴 于第10集被蘇星柏撞至重傷昏迷及輾跛一條腿 于第29集聯絡交代身亡 |
| 章宇昂 | 阿風   | - |
| 趙敏通 |        | 模特兒公司老闆 |
| 卓 姿  |        | 模特兒公司秘書 |
| 魏穎彤 |        | 療養院姑娘 |
| 何美好 |        | 療養院姑娘 |
| 黃子雄 |        | 姚可可之男友、後分手 |
| 冼迪新 | 頑 童  | |
| 林婉霞 | Suki   | 模特兒 |
| 曾健明 | 奀 叔  | |
| 曾琬莎 |        | 新聞報道員 |

#### 獵影行動（第6—11集）
| 演員       | 角色   | 暱稱／關係 |
| 梁健平     | 莫威利 | 威利哥 「義豐」頭目 莫一烈之堂弟兼手下 莫芳琪之堂哥 鄧國彬之天敵 打跛蘇星柏一條腿 於第10集被蘇星柏撞至重傷及輾跛一條腿 於第29集聯絡交代身亡 參見黑社會社團「義豐」                     |
| 卓 躒      | 財     | 莫威利之手下、於第10集被捕 參見黑社會社團「義豐」 |
| 葉 暐      | 聲     | 莫威利之手下、於第10集被捕 參見黑社會社團「義豐」 |
| 李啟傑     | 超     | 莫威利之手下 被蘇星柏揼斷一隻手 於第11集被鄧國彬指使替蘇星柏頂罪後自殺身亡 參見黑社會社團「義豐」                                                                                      |
| 黃文標     | 軍     | 軍哥 鄧國彬之手下 鄧國彬馬檻負責人 於第10集被捕 參見黑社會社團「義豐」 |
| 歐陽靖     | 楊立青 | 蠟青 CIB警員、臥底探員 梁笑棠之下屬 Yoyo、林寳甜之暗戀對象 暗戀蒙心凌 參見刑事情報科（CIB）                                                                                            |
| 石天欣     | Yoyo   | 妓女 暗戀楊立青 於第10集被捕 |
| 黃智雯     | 蒙心凌 | Vicky、阿檬、檬粉 CIB警員、臥底探員 周望晴之下屬 暗戀司徒凱 楊立青之暗戀對象 於第8集險被康仔強姦及綁架未遂 參見刑事情報科（CIB）                                                       |
| 頌 誼      | Miu    | 蒙心凌之舊朋友 於第8集綁架蒙心凌 於第10集被捕 |
| 杜大偉     | 康 仔  | 蒙心凌之舊朋友 於第8集綁架並企圖強姦蒙心凌 於第8集企圖襲擊周望晴，被周望晴自衛槍殺身亡                                                                                                 |
| 何慶輝     |        | 蒙心凌之舊朋友 於第8集綁架並企圖強姦蒙心凌 於第9集被捕 |
| 柯 嵐      |        | 蒙心凌之舊朋友 於第8集綁架並企圖強姦蒙心凌 於第9集被捕 |
| 黃宗澤     | 蘇星柏 | Michael、跛Co、阿Co、Co哥 古惑仔、警方線人、後為「義豐」坐館 梁笑棠之前線人，曾反目、後成拍擋 被莫威利打跛一條腿 於第10集將莫威利撞至重傷及輾跛一條腿而令其身亡 參見黑社會社團「義豐」 |
| 戴耀明     | 劉長祿 | 碌哥、符碌 普通會員 鄧國彬之手下 蘇星柏前老大，經常欺負他，後反目 經營殯儀行業 于第16集被捕 于第19集受鄧國彬指使勾結湖南幫 于第20集被莫一烈殺害                                        |
| 梁證嘉     | 胡志賢 | 鷄腎 鄧國彬、劉長祿之手下 蘇星柏之二叔，於第30集被捕 |
| 陳康健     | 吳錦忠 | 燉盅 鄧國彬、劉長祿之手下 蘇星柏之二叔，於第30集被捕 |
| 譚俊雄     | 馬 騮  | 囚犯，前馬檻負責人 軍哥之兄弟，兩人被稱為「雙煞馬伕」 於第6集轉為警方線人 |
| 楊證樺     | 堅     | 鄧國彬之手下 第15集受鄧國彬指使食物中毒後失蹤 於第30集被捕 |
| 魏惠文     | -      | 男店員 |
| 李美慧     | Fion   | |
| 陳文靜     | 葉飄妮 | |
| 章宇昂     | 風     | - |
| 黃鳳       | 陳姑娘 | |
| 羅欣羚     |        | 女店員 |
| 陳建文     | 袁定方 | 范卓臣之好友 |
| 吳雲甫     |        | 范卓臣之好友 |
| 林遠迎     |        | 范卓臣之好友 |
| 楊卓娜     | Joyce  | 控告秦老闆強姦 |
| 楊智朗     |        | 客人 |
| 陳亭嘉     | Model  | |
| 陳亭嘉     | 乘客   | |
| 陳亭嘉     | 護士   | |
| 徐玟晴     | -      | 新聞主播 |
| 范彩兒     | 施麗碧 | Nancy |
| 楊瑞麟     |        | 檢控官 |
| Joe Junior |        | 法官 |
| 李建       | 高 郎  | 毒犯 販運毒品、入獄兩年 後上訴成功釋放 於第10集被莫威烈槍殺 |

#### 藏毒案/販毒案（第11—16集）
| 演員       | 角色   | 暱稱／關係 |
| 謝天華     | 梁笑棠 | Laughing哥 CIB警署警長、臥底 蘇星柏之前跟進人，曾反目、後成拍擋 於第15集與蘇星柏不法交易，令當場拘捕蘇星柏之行動失敗 因搶槍、拒捕、襲警而被革職，後在於第16集被判入獄兩個月，目的是警方臥底需要 參見刑事情報科（CIB）                                                |
| 黃宗澤     | 蘇星柏 | Michael、跛Co、阿Co、Co哥 古惑仔、線人、後為「義豐」坐館 梁笑棠之前線人，曾反目、後成拍擋 於第16集被判無罪釋放 參見黑社會社團「義豐」 |
| 周志文     | 方俊龍 | 火龍、龍哥 「義豐」新紮會員，后退去并反目 孫少之孿生哥哥 蘇星柏之手下，後反目 於第13集與孿生弟弟孫少杰相認 於第16集擔任污點證人指證蘇星柏失敗 於第16集決定冒著生命危險留港與孿生弟弟生活 於第30集聯絡交代離開「義豐」 參見黑社會社團「義豐」                             |
| 周志康     | 孫少   | 少 原名方俊 CIB警員、臥底探員 方俊龍之孿生弟弟 於第13集被梁笑棠指派成為臥底，並與孿生哥哥方俊龍相認 於第14集被蘇星柏發現其為臥底後，被其插傷及注射大量毒品導致昏迷 於第16集蘇醒但全身癱瘓並出庭指證蘇星柏失敗 於第30集康復後，回歸警隊升任文職 參見刑事情報科（CIB） |
| 沈震軒     | 何賜登 | 爆登 同性戀者 金融公司老闆 「義豐」會員 蘇星柏之手下 跟隨蘇星柏藏毒 於第15集發現孫少為臥底後把其毆打致重傷昏迷 參見黑社會社團「義豐」 |
| 李岡龍     | 范振江 | 陳志勇、阿勇 假冒台灣商人、毒販、實為警長 假冒陳志勇以接近「義豐」 實為警方臥底調查鄧國彬、蘇星柏 鄧國彬之合作夥伴，後為蘇星柏之合作夥伴 參見黑社會社團「義豐」 |
| 李家鼎     | 泰 山  | 「慶吉」頭目 「義豐」競爭對手 香港大毒梟 遭鄧國彬設下陷阱，於第11集被捕 |
| 吳雲甫     |        | 泰山之手下 於第11集被捕 |
| 霍健邦     |        | 泰山之手下 於第11集被捕 |
| 章宇昂     | 阿 風  | 鞏樂勤之好友 舞蹈員、吸毒人士 於第13集吸食方俊龍提供的毒品後遇車禍重傷 於第26集因厭世第二次自殺最終身亡 |
| 何婷恩     | 李醫生 | 心理輔導師 梁笑棠之治療師 周望情之治療師 |
| 余子明     | 求 叔  | 遊戲機鋪老闆 |
| 曾 敏      |        | 司儀 |
| 曾啟綸     | 棠大佬 | - |
| 葉家泓     | 古耀武 | 何賜登之手下 於第30集被捕 |
| 鄭家俊     | 廖志成 | 何賜登之手下 於第30集被捕 |
| 林婉霞     | -      | 模特兒 |
| 白健恩     | 飛仔   | 毒客 何賜登之手下 於第30集被捕 |
| 沈愛琳     |        | 護士 |
| 范彩兒     | 施麗碧 | Nancy |
| 楊瑞麟     |        | 檢控官 |
| Joe Junior |        | 法官 |
| 戴耀明     | 劉長祿 | 碌哥、符碌 普通會員 鄧國彬之手下 蘇星柏前老大，經常欺負他，後反目 經營殯儀行業 于第16集被捕 于第19集受鄧國彬指使勾結湖南幫 于第20集被莫一烈殺害 |
| 梁證嘉     | 胡志賢 | 鷄腎 鄧國彬、劉長祿之手下 蘇星柏之二叔，於第30集被捕 |
| 陳康健     | 吳錦忠 | 燉盅 鄧國彬、劉長祿之手下 蘇星柏之二叔，於第30集被捕 |

#### 「義豐」坐館爭奪戰（第17—26集）
| 演員       | 角色   | 暱稱／關係 |
| 張國強     | 莫一烈 | 烈哥，阿烈 坐館 意圖連任 新界鄉紳 莫威利、莫芳琪之堂哥 丁敏之情夫，後反目 郭定天之誼父 於第20集殺害劉長祿 於第22集威脅丁敏為其頂罪後自首 於第23集被蔡慶發及蘇星柏聯手派人在獄中殺害 參見黑社會社團「義豐」 |
| 袁嘉敏     | 丁 敏  | 敏姐 義豐大嫂 莫一烈之情婦，後反目 被梁笑棠利用 於第23集被捕後成為特赦證人，最後以另外一個身份送往外國 于第30集聯絡交代離開義豐 |
| 黃宗澤     | 蘇星柏 | Michael、跛Co、阿Co、Co哥 古惑仔、警方線人、後為坐館 莫一烈之得力助手 爭當坐館 梁笑棠之前線人，曾反目、後成拍擋 鄧國彬之前手下，天敵 於第23集收買蔡慶發、後指使派人殺害莫一烈 參見黑社會社團「義豐」 |
| 黃智賢     | 鄧國彬 | 辣薑 頭目，實為臥底，後變節 爭當坐館 鞏家培之下屬 莫一烈之手下 梁笑棠、蘇星柏、莫威利之天敵 於第19集指使劉長祿勾結潮南幫欲對付梁笑棠 於第20集縱火企圖燒死梁笑棠未遂 於第20集派手下砍傷桂哥並嫁禍给梁笑棠 參見黑社會社團「義豐」                                                                                           |
| 謝天華     | 梁笑棠 | Laughing哥 頭目 CIB警長 臥底 周望晴之下屬，後為其男友 蘇星柏之前跟進人，曾反目，後成拍擋 爭當坐館 於第17集成功混入義豐 於第17集偽裝殺害雷彪 於第19、20集被鄧國彬殺害未遂 於第30集回歸警隊，最后集表面上槍殺蘇星柏被判終身監禁，實際上是故意進入監獄進行臥底任務（參見電影《Laughing Gor之潛罪犯》） 參見刑事情報科（CIB） |
| 歐陽靖     | 楊立青 | 蠟青 會員、CIB警員 於第20集成功打入義豐 梁笑棠之手下 於第30集回歸警隊 參見刑事情報科（CIB） |
| 王維德     | 趙 克  | Tank、坦克 頭目 爭當坐館 莫一烈之得力手下 參見黑社會社團「義豐」 |
| 戴耀明     | 劉長祿 | 符碌 會員 鄧國彬之手下 於第16集被捕 於第19集受鄧國彬指使勾結潮南幫 於第20集被莫一烈殺害 參見黑社會社團「義豐」 |
| 鄭家生     | 雷 彪  | 雷爺 前新威老大、古窯坪海鮮檔主、賭檔莊家、實為警方線人 於第17集被蘇星柏、梁笑棠奪去其地盤 於第17集偽裝被梁笑棠殺害 於第18集更名為何耀輝並舉家移民愛爾蘭 |
| 陳狄克     | 桂 哥  | 紅油桂 前慶吉老大 於第20集被鄧國彬使人斬傷 於第22集被捕 |
| 何君誠     |        | 桂哥之手下 於第22集被捕 |
| 鄭恕峰     | 蔡慶發 | 发叔 叔父輩 于第23集被蘇星柏收買及指使殺害莫一烈 於第30集被捕 |
| 張智軒     |        | 殺手 被發叔指使於第23集殺害莫一烈 於第24集被捕 |
| 賀文傑     | 胡 生  | 梁笑棠安全屋之鄰居 |
| 孫慧雪     | 胡 太  | 梁笑棠安全屋之鄰居 |
| 陳文靜     | 葉飄妮 | |
| 楊瑞麟     |        | 檢控官 |
| Joe Junior |        | 法官 |
| 郭家俊     |        | 律師 |
| 梁 雄      |        | 「台嵐小吃」夥計 |
| 林秀怡     |        | 客人 |
| 張漢斌     |        | 醫生 |
| 陳亭嘉     |        | 護士 |
| 陳建文     | 袁定方 | 范卓臣之好友 |
| 吳雲甫     |        | 范卓臣之好友 |
| 林遠迎     |        | 范卓臣之好友 |
| 范彩兒     | 施麗碧 | Nancy |
| 菁 瑋      |        | 艷女 |
| 鄭毅邦     |        | 大陸遊客 |
| 黃志榮     |        | 玉器舖老闆 |
| 張國洪     |        | 刀手 |
| 陳嘉嘉     |        | 收銀員 |
| 易智遠     |        | 司機 |
| 徐玟晴     | -      | 新聞主播 |
| 陳安瑩     |        | 莫一烈之妻 |
| 林健童     |        | 莫一烈之長女 |
| 林淽諾     |        | 莫一烈之幼女 |
| 陳志健     | David  | 律政司職員 |
| 沈可欣     | -      | 醫生 |
| 李興華     | -      | 客人 |

#### 「以太會」國際犯罪集團/國際販毒案（第26—30集）
| 演員       | 角色   | 暱稱／關係 |
| 黃宗澤     | 蘇星柏 | Michael、跛Co、阿Co、Co哥 「義豐」坐館 「以太會」香港成員，負責毒品運輸 姚可可之未婚夫 梁笑棠之死敵 殺害莫一烈、李耀根、周望晴 於第29集故意槍傷姚可可 於第30集表面上被梁笑棠槍殺、實被劉忠切槍殺身亡 參見黑社會社團「義豐」          |
| 徐子珊     | 姚可可 | Paris 新晉大律師 「以太會」、「義豐」法律顧問 蘇星柏之未婚妻 於第28集設局令《爆周刊》記者被廉政公署拘捕 於第29集被蘇星柏故意槍傷，後來仍然生還 參見姚家                                                                              |
| 陳法拉     | 周望晴 | Jodie、Madam Jo CIB高級督察 梁笑棠之未婚妻 何梓良之暗戀對象 於第30集誤殺何賜登，再被蘇星柏槍傷、后被其從高處推下并拒救身亡 參見刑事情報科（CIB）                                                                                     |
| 謝天華     | 梁笑棠 | Laughing哥 「義豐」頭目、CIB警署警長、臥底探員 周望晴之未婚夫 何梓良、蘇星柏之死敵 於第30集回歸警隊 於第30集表面上槍殺蘇星柏被判終身監禁，實際上是故意進入監獄進行臥底任務（參見電影《Laughing Gor之潛罪犯》） 參見刑事情報科（CIB） |
| 沈震軒     | 何賜登 | 爆登 同性戀者 金融公司老闆 「義豐」會員 蘇星柏之手下 暗戀蘇星柏 於第30集被周望晴誤殺身亡 參見黑社會社團「義豐」 |
| 黃智賢     | 鄧國彬 | 辣薑 「義豐」頭目，實為警方臥底，後變節 於第28集殺害張應禮 於第29集被警方槍殺身亡 參見黑社會社團「義豐」 |
| 黎彼得     | 李耀根 | 山根叔 「義豐」世叔伯 於第26集遭蘇星柏設計誤同食“偉哥”和舌下片而身亡 參見黑社會社團「義豐」 |
| 邵卓堯     | 張應禮 | 刑事檢控專員 於第28集被鄧國彬殺害 |
| 李雨陽     | 何梓良 | Ray 「Beauty Secret」亞洲區總裁 「以太會」荷蘭成員，負責毒品製造 袁君嵐之世姪 對周望晴有好感 梁笑棠之死敵 於第29集被捕 |
| 鄧上文     | 高一悅 | Nicole 「以太會」洛桑成員，負責籌集毒品生意資金 於第29集被警方槍傷後拘捕 |
| 高鈞賢     | 湯永豪 | Tomson 「仁曦社」負責人 「以太會」拉斯維加斯成員，負責供應毒品原材料 蘇星柏之毒品生意夥伴 於第29集被捕 |
| 鄧永健     | 布子卓 | Sean 「以太會」蘇瓦成員，負責計算風險 於第29集被警方槍傷後拘捕 |
| 郭田葰     | 徐思華 | Oscar 「以太會」巴黎成員，負責洗黑錢 於第29集被警方槍傷後拘捕 |
| 麥皓兒     |        | 《爆周刊》記者 調查「仁曦社」 於第28集遭姚可可設局，被廉政公署拘捕 |
| 游莨維     | 張宗成 | 廉政公署高級調查員 於第28集收到姚可可舉報後，拘捕《爆周刊》記者 |
| 潘曉彤     |        | 「Beauty Secret」職員 |
| 梁珈詠     |        | 「Beauty Secret」職員 |
| 蕭凱欣     |        | 「Beauty Secret」職員 |
| 余子明     | 求 叔  | 遊戲機鋪老闆 |
| 尹詩沛     | -      | 琴行職員 |
| 章宇昂     | 阿 風  | 鞏樂勤之好友 舞蹈員、吸毒人士 於第13集吸食方俊龍提供的毒品後遇車禍重傷 於第26集因厭世自殺身亡 |
| 沈可欣     | -      | 醫生 |
| 謝靜婷     |        | 骨妹 |
| 周寶霖     |        | 婦科醫生 |
| 布偉傑     |        | 賓客 |
| 劉秉賓     |        | 賓客 |
| 張韋怡     |        | 妓女 |
| 陳亭嘉     |        | 妓女 |
| 范彩兒     | 施麗碧 | Nancy |
| 曾琬莎     |        | 新聞報道員 |
| 楊瑞麟     |        | 檢控官 |
| Joe Junior |        | 法官 |
| 霍建邦     |        | 辯護律師 |
| 楊潮凱     |        | 司機 |

### 其他演員
| 演員   | 角色   | 暱稱／關係 |
| 洋     | 馮應駒 | Victor 大律師 莫一烈代表律師兼「義豐」法律顧問 蘇星柏之天敵 姚可可之師傅，曾與她發生性關係，於第27集後反目 於第27集因失勢而被迫離開「義豐」 |
| 張松枝 | 范卓臣 | Samson 律師 姚可可之同事 妒忌姚可可 蘇星柏之天敵                                                                                            |
| 陳珈穎 |        | 姚可可之助手 |
| 張 帆  |        | 保安員 |
| 楊潮凱 |        | 刀手 |
| 楊潮凱 | 客人   | |
| 黃耀煌 |        | 刀手 |
| 黃耀煌 | 黑社會 | |
| 黃得生 |        | 侍應 |
| 黃得生 | 酒保   | |
| 黃得生 | 助手   | |
| 葉家泓 |        | 客人 |
| 李善恆 |        | 姚可可之新歡、後分手 |
| 李偉健 |        | 侍應 |
| 李偉健 | 黑社會 | |
| 李偉健 | 泊車仔 | |
| 葉婷芝 |        | 侍應 |
| 葉婷芝 | 途人   | |
| 葉婷芝 | 客人   | |
| 劉天龍 |        | 經理 |
| 鄧英敏 | 秦老闆 | 姚可可之客人 被Joyce控告強姦 |
| 羅照中 |        | 黑社會 |
| 曾啟綸 | 棠大佬 | 被梁笑堂殺害 |

## 殊榮

### MY AOD我的最愛頒獎典禮2011
| 年份 | 獎項                   | 得獎者               | 結果         |
| ---- | ---------------------- | -------------------- | ------------ |
| 2011 | 我的最愛電視劇集       | 潛行狙擊             | 入圍最後五強 |
| 2011 | 我的最愛男主角         | 謝天華               | 入圍最後五強 |
| 2011 | 我的最愛男主角         | 黃宗澤               | 提名         |
| 2011 | 我的最愛女主角         | 陳法拉               | 入圍最後五強 |
| 2011 | 我的最愛男配角         | 劉松仁 黃智賢        | 入圍最後五強 |
| 2011 | 我的最愛電視螢幕情侶   | 謝天華 陳法拉        | 獲獎         |
| 2011 | 我的最愛電視螢幕情侶   | 黃宗澤 徐子珊        | 入圍最後五強 |
| 2011 | 我的最愛最具潛質女藝員 | 黃智雯               | 入圍最後五強 |
| 2011 | 我的最愛主題曲         | 謝天華               | 獲獎         |
| 2011 | 我的最愛十五大電視角色 | 謝天華 黃宗澤 陳法拉 | 獲獎         |

### 萬千星輝頒獎典禮2011
| 獎項                 | 單位     | 結果             |
| -------------------- | -------- | ---------------- |
| 最佳劇集             | 潛行狙擊 | 獲獎             |
| 最佳男主角           | 謝天華   | 提名（最後五強） |
| 最佳男主角           | 黃宗澤   | 提名（最後五強） |
| 最佳女主角           | 陳法拉   | 提名（最後五強） |
| 最佳女主角           | 徐子珊   | 提名             |
| 我最喜愛的電視男角色 | 謝天華   | 提名（最後五強） |
| 我最喜愛的電視男角色 | 黃宗澤   | 提名（最後五強） |
| 我最喜愛的電視男角色 | 歐陽靖   | 提名             |
| 我最喜愛的電視女角色 | 陳法拉   | 提名（最後五強） |
| 我最喜愛的電視女角色 | 徐子珊   | 提名             |
| 最佳男配角           | 郭政鴻   | 提名（最後五強） |
| 最佳男配角           | 黃智賢   | 獲獎             |
| 最佳女配角           | 江美儀   | 提名             |
| 飛躍進步男藝員       | 歐陽靖   | 獲獎             |
| 飛躍進步女藝員       | 黃智雯   | 提名             |

### 星和無綫電視大獎2012
| 年份 | 獎項                | 得獎者               | 結果 |
| ---- | ------------------- | -------------------- | ---- |
| 2012 | 我最愛TVB電視男角色 | 蘇星柏（黃宗澤飾演） | 獲獎 |
| 2012 | 我最愛TVB電視女角色 | 姚可可（徐子珊飾演） | 獲獎 |

### 萬千星輝頒獎典禮2015
| 年份 | 獎項                         | 得獎者   | 結果 |
| ---- | ---------------------------- | -------- | ---- |
| 2015 | 最受歡迎經典劇集（最後八強） | 潛行狙擊 | 提名 |

### 2011演藝動力大獎
| 年份 | 獎項               | 得獎者                      | 結果         |
| ---- | ------------------ | --------------------------- | ------------ |
| 2011 | 最突出電視節目     | 潛行狙擊                    | 入圍最後五強 |
| 2011 | 最突出電視男藝員   | 謝天華 黃宗澤               | 入圍最後五強 |
| 2011 | 最突出電視女藝員   | 陳法拉 徐子珊               | 入圍最後五強 |
| 2011 | 最突出電視幕後精英 | 莊偉建 （《潛行狙擊》監製） | 入圍最後五強 |

### 2011年YAHOO!搜索人氣大獎
| 年份 | 獎項                   | 得獎者                    | 結果         |
| ---- | ---------------------- | ------------------------- | ------------ |
| 2011 | 最佳電視劇             | 潛行狙擊                  | 獲獎         |
| 2011 | 最佳電視男藝人         | 謝天華 黃宗澤             | 入圍最後五強 |
| 2011 | 最佳電視女藝人         | 陳法拉 徐子珊             | 入圍最後五強 |
| 2011 | YAHOO!人氣急星         | 謝天華                    | 獲獎         |
| 2011 | 搜尋人氣電視劇集主題曲 | 《獨行》 （主唱：謝天華） | 入圍最後五強 |

### 優酷大劇盛典
| 年份 | 獎項               | 得獎者   | 結果         |
| ---- | ------------------ | -------- | ------------ |
| 2011 | 2011年度十大電視劇 | 潛行狙擊 | 獲獎         |
| 2011 | 港台電視男藝人     | 謝天華   | 獲獎         |
| 2011 | 港台電視女藝人     | 陳法拉   | 入圍最後五強 |

### 壹電視大獎
| 年份 | 獎項           | 得獎者               | 結果            |
| ---- | -------------- | -------------------- | --------------- |
| 2012 | 十大電視節目   | 潛行狙擊             | 獲獎 （第5位）  |
| 2012 | 十大電視藝人   | 黃宗澤               | 獲獎 （第6位）  |
| 2012 | 十大電視藝人   | 陳法拉               | 獲獎 （第10位） |
| 2012 | 十大電視藝人   | 謝天華 劉松仁 徐子珊 | 提名            |
| 2012 | 最有前途男藝人 | 歐陽靖               | 入圍最後五強    |
| 2012 | 最搶鏡男配角   | 郭政鴻               | 提名            |
| 2012 | 最搶鏡男配角   | 黃智賢               | 獲獎            |
| 2012 | 最搶鏡女配角   | 江美儀、黃智雯       | 提名            |

## 記事
- 2011年3月7日：此劇於12:30在將軍澳電視廣播城一廠外灰位舉行試造型記者會。[2]
- 2011年6月22日：此劇於15:00在將軍澳電視廣播城一廠外灰位舉行拜神儀式。[3]
- 2011年7月5日：此劇於20:00在尖沙咀千福中日火鍋料理舉行煞科晚宴。 [4]
- 2011年9月9日（星期五）：此劇於19:30在九展世貿中心舉行“潛行生死狙擊之夜”，一眾演員出席與現場觀眾一起觀賞大結局。當日劇情指警方破獲歷來最大宗的可卡因案，而玄妙的是一星期後的星期五（9月16日），香港警方果真破獲全港乃至全中國歷來最大宗的可卡因毒品案。

## 軼事
- 部份演員（如黃智雯、梁健平、郭卓樺、沈震轩）同時參演此劇及《學警狙擊》，但飾演不相同的角色。
- 此劇是黃宗澤繼《摘星之旅》後再度飾演反派。
- 此劇是歐陽靖首度擔當比較重要戲份的劇集。
- 此劇是陸駿光的告別作。
- 此剧是沈震轩继《学警狙击》、《ID精英》、《公主嫁到》及《碧血盐枭》后第五度饰演反派。
- 此剧是劉松仁、陳法拉、梁舜燕继《原來愛上賊》后再度第二次合作。
- 此劇是林穎彤在無綫電視的首部劇集。

## 收視
以下為本劇於香港無綫電視翡翠台、高清翡翠台之收視紀錄：
| 週次 | 集數  | 日期                       | 平均收視 | 最高收視 | 百分比 |
| 1    | 01-05 | 2011年8月1日-8月5日        | 29點     | 33點     |        |
| 2    | 06-10 | 2011年8月8日-8月12日       | 30點     | 34點     |        |
| 3    | 11-15 | 2011年8月15日-8月19日      | 30點     | 33點     |        |
| 4    | 16-19 | 2011年8月22日-8月25日      | 31點     | 33點     |        |
| 5    | 20-24 | 2011年8月29日-9月2日       | 31點     | 34點     |        |
| 6    | 25-28 | 2011年9月5日-9月8日        | 31點     | 33點     |        |
| 6    | 29-30 | 2011年9月9日（兩小時版本） | 35點     | 40點     |        |

## 外部連結
- 潛行狙擊 - TVBAnywhere 北美官方網站 （页面存档备份，存于）
- 豆瓣电影上《潛行狙擊》的資料 （简体中文）